# Hummendorf (Weißenbrunn)

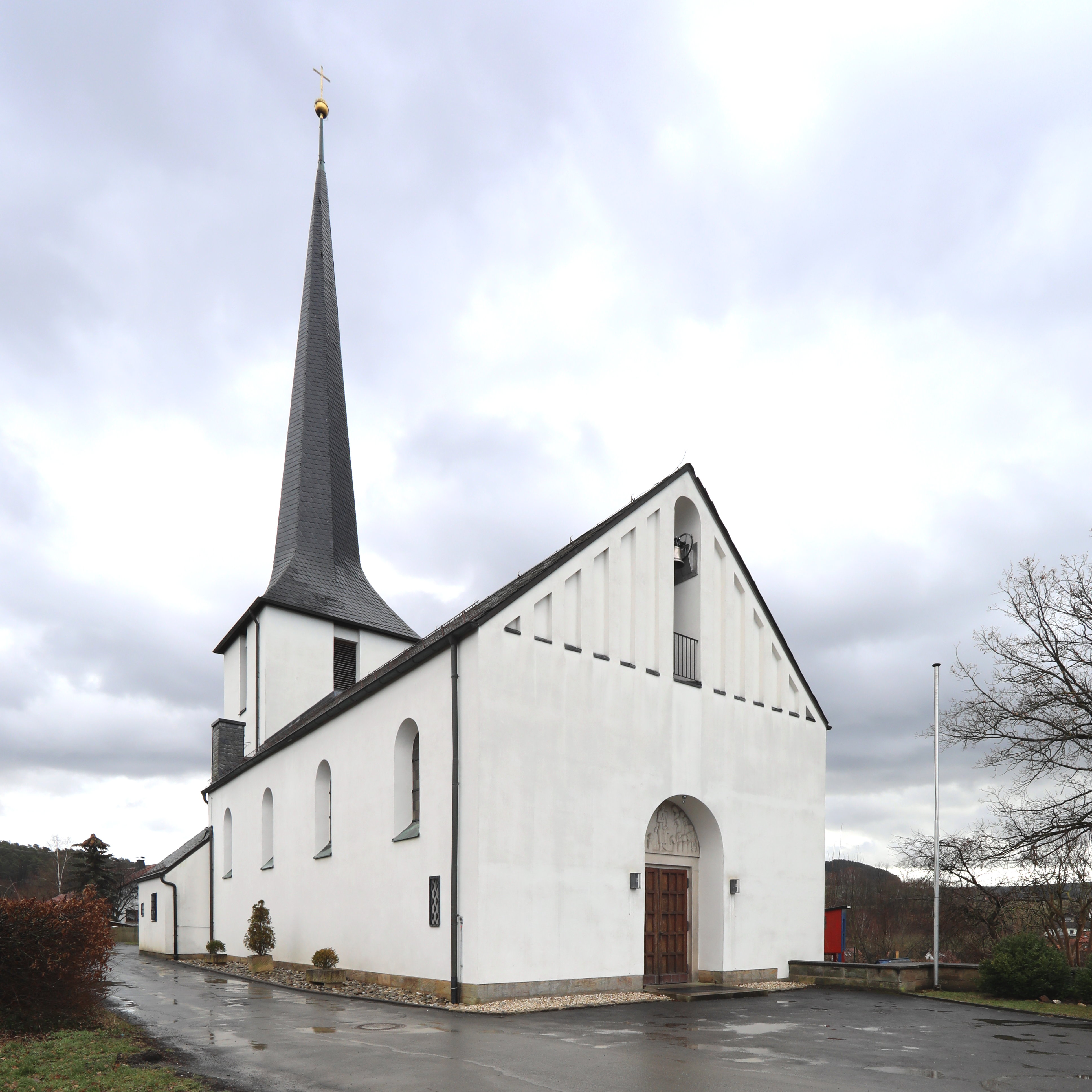
Dr.-Martin-Luther-Kirche

Hummendorf ist ein Gemeindeteil von Weißenbrunn im Landkreis Kronach (Oberfranken, Bayern).

## Geographie
Das Kirchdorf Hummendorf bildet mit Reinertshaus und Au im Westen eine geschlossene Siedlung. Diese liegt in einem breiten Talbecken, das durch den Leßbach und die Rodach gebildet wird. Im Süden befindet sich der Zweinzelberg (350 m ü. NHN). Die Kreisstraße KC 13 führt nach Küps zur Bundesstraße 173 (2,6 km südwestlich). Die Kreisstraße KC 5 führt nach Neuses zur B 173 (1,2 km nordwestlich) bzw. über Thonberg zur Bundesstraße 85 (2 km östlich). Eine Gemeindeverbindungsstraße führt nach Eichenbühl (1,2 km südöstlich).

## Geschichte
Im Jahr 1362 war eine Nennung des Ortes, als Eiring von Redwitz zu Theisenort von Dietz von Wechmar den Fronhof in „Humeldorf“ erwarb. 1467 bestand die Siedlung aus einem Hof und zwei Sölden und ging nach dem Aussterben der Linie Redwitz-Theisenort an die Redwitz zu Küps und Schmölz über. Für das Jahr 1491 ist die Existenz einer Mühle an der Rodach in Hummendorf belegt. 1520 gehörte der Ort zur Pfarrei Küps und zwölf Jahre später war Wolf Christoph von Redwitz zu Theisenort Dorfherr. Er besaß eine Mühle und neun Sölden. Im Verlauf des Dreißigjährigen Krieges gab es unter anderem Plünderungen durch Kronacher. Im Jahr 1734 war Hummendorf jeweils zur Hälfte in Besitz der Herren von Redwitz zu Küps und von Redwitz zu Schmölz. Eine Mahl- und Schneidmühle, die Hummendorfer Mühle, gehörte zum markgräflichen Kastenamt Kulmbach.
Gegen Ende des 18. Jahrhunderts bildete Hummendorf mit Hummendorfer Mühle, Schieferhaus und Schiefermühle eine Realgemeinde, bestehend aus 31 Anwesen. Das Hochgericht übten die Rittergüter Küps-Theisenort und Schmölz-Theisenort im begrenzten Umfang aus. Sie hatten ggf. an das bambergische Centamt Kronach auszuliefern. Die Dorf- und Gemeindeherrschaft hatten die beiden Rittergüter gemeinsam inne. Grundherren waren das Rittergut Küps-Theisenort (13 Anwesen: 1 Drittelhof, 2 halbe Gülthöfe, 5 Fronsölden, 1 Gut, 1 halbes Söldengut, 3 Häuser), das Rittergut Schmölz-Theisenort (17 Anwesen: 1 Zweidrittelhof, 1 Gült- und Fronhof, 2 Fronsölden, 2 halbe Fronsölden, 1 Gut, 2 Gütlein, 1 halbes Gütlein, 5 Tropfhäuser, 1 Wirtshaus, 1 Schneidmühle) und das markgräfliche Kastenamt Kulmbach (1 Mahl- und Schneidmühle).
Hummendorf kam durch den Reichsdeputationshauptschluss im Jahr 1803 an das Kurfürstentum Bayern. Mit dem Ersten Gemeindeedikt wurde Hummendorf dem 1808 gebildeten Steuerdistrikt Küps zugewiesen. Mit dem Zweiten Gemeindeedikt (1818) entstand die Ruralgemeinde Hummendorf, zu der Mittlere Schneidmühle, Obere Schneidmühle, Schieferhaus, Schiefermühle und Untere Schneidmühle gehörten. Sie war in Verwaltung und Gerichtsbarkeit dem Landgericht Kronach zugeordnet und in der Finanzverwaltung dem Rentamt Kronach (1919 in Finanzamt Kronach umbenannt). In der freiwilligen Gerichtsbarkeit unterstanden Anwesen dem Patrimonialgericht Schmölz (bis 1848) und dem Patrimonialgericht Küps (bis 1835). Ab 1862 gehörte Hummendorf zum Bezirksamt Kronach (1939 in Landkreis Kronach umbenannt). Die Gerichtsbarkeit blieb beim Landgericht Kronach (1879 in das Amtsgericht Kronach umgewandelt). Die Gemeinde hatte eine Fläche von 1,630 km².
Im Jahr 1916 wurde Hummendorf mit der Bahnstrecke Neuses–Weißenbrunn an das Streckennetz der Eisenbahn angeschlossen. 1995 wurde die Eisenbahnstrecke stillgelegt.
Im Zuge der Gebietsreform in Bayern wurde die Gemeinde Hummendorf am 1. Juli 1972 in Weißenbrunn eingegliedert.

### Baudenkmäler
- Gasthaus Göppner
- Ehemaliges Wohnstallhaus

Die folgenden Häuser listete Tilmann Breuer in dem Buch Landkreis Kronach von 1964 mit ihren ursprünglichen Hausnummern auch als Kunstdenkmale auf. Sie werden in der Denkmalschutzliste nicht geführt, da sie entweder nicht aufgenommen, abgebrochen oder stark verändert wurden.
- Haus Nr. 21: Eingeschossiger Wohnstallbau mit Satteldach, der Flügel der Wohnungstür ist geteilt und aufgedoppelt und mit „IGH“ und „1803“ bezeichnet, der Scheitelstein darüber mit „IGH 1802“. Es hat massive Umfassungsmauern, der Straßengiebel verputztes Fachwerk.[9]

### Einwohnerentwicklung
| Jahr      | 1818  | 1840   | 1852   | 1855   | 1861   | 1867   | 1871   | 1875   | 1880   | 1885   | 1890   | 1895   | 1900   | 1905   | 1910   | 1919   | 1925   | 1933   | 1939   | 1946   | 1950   | 1952   | 1961  | 1970   | 1987  |
| Einwohner | 232   | 222    | 220    | 226    | 236    | 247    | 232    | 252    | 263    | 250    | 235    | 213    | 241    | 255    | 286    | 307    | 329    | 350    | 347    | 476    | 476    | 419    | 451   | 470    | 455   |
| Häuser    | 36    |        |        |        |        |        | 39     |        |        | 39     | 40     |        | 39     |        |        |        | 47     |        |        |        | 58     |        | 82    |        | 121   |
| Quelle    | [ 7 ] | [ 11 ] | [ 11 ] | [ 11 ] | [ 12 ] | [ 13 ] | [ 14 ] | [ 15 ] | [ 16 ] | [ 17 ] | [ 18 ] | [ 11 ] | [ 19 ] | [ 11 ] | [ 20 ] | [ 11 ] | [ 21 ] | [ 11 ] | [ 11 ] | [ 11 ] | [ 22 ] | [ 11 ] | [ 1 ] | [ 23 ] | [ 2 ] |

## Religion
Hummendorf ist seit der Reformation evangelisch-lutherisch geprägt und war ursprünglich nach St. Jakobus in Küps gepfarrt, seit dem 19. Jahrhundert ist die Pfarrei Weißenbrunn zuständig. Eine evangelische Bekenntnisschule befand sich im Ort. Die katholische Minderheit war nach Theisenort gepfarrt. Für den Schulunterricht war die katholische Bekenntnisschule in Thonberg zuständig.
Der Grundstein für die Dr.-Martin-Luther-Kirche wurde am 11. Oktober 1953 gelegt. Am 31. Oktober 1954 folgte die Einweihung des Gotteshauses durch Oberkirchenrat Karl Burkert. Die Planungen stammten von dem Bayreuther Architekten Karl Pfeiffer-Haardt. Im 22 Meter hohen Kirchturm hängen vier Glocken. Seit dem 21. Dezember 1965 ist es eine selbständige evangelisch-lutherische Kirchengemeinde, die das Gebiet der Orte Hummendorf, Eichenbühl und Thonberg umfasst.

## Persönlichkeiten
- Johann Georg Herzog (1822–1909), Organist, Komponist und Hochschullehrer